# Simeone (patriarca)

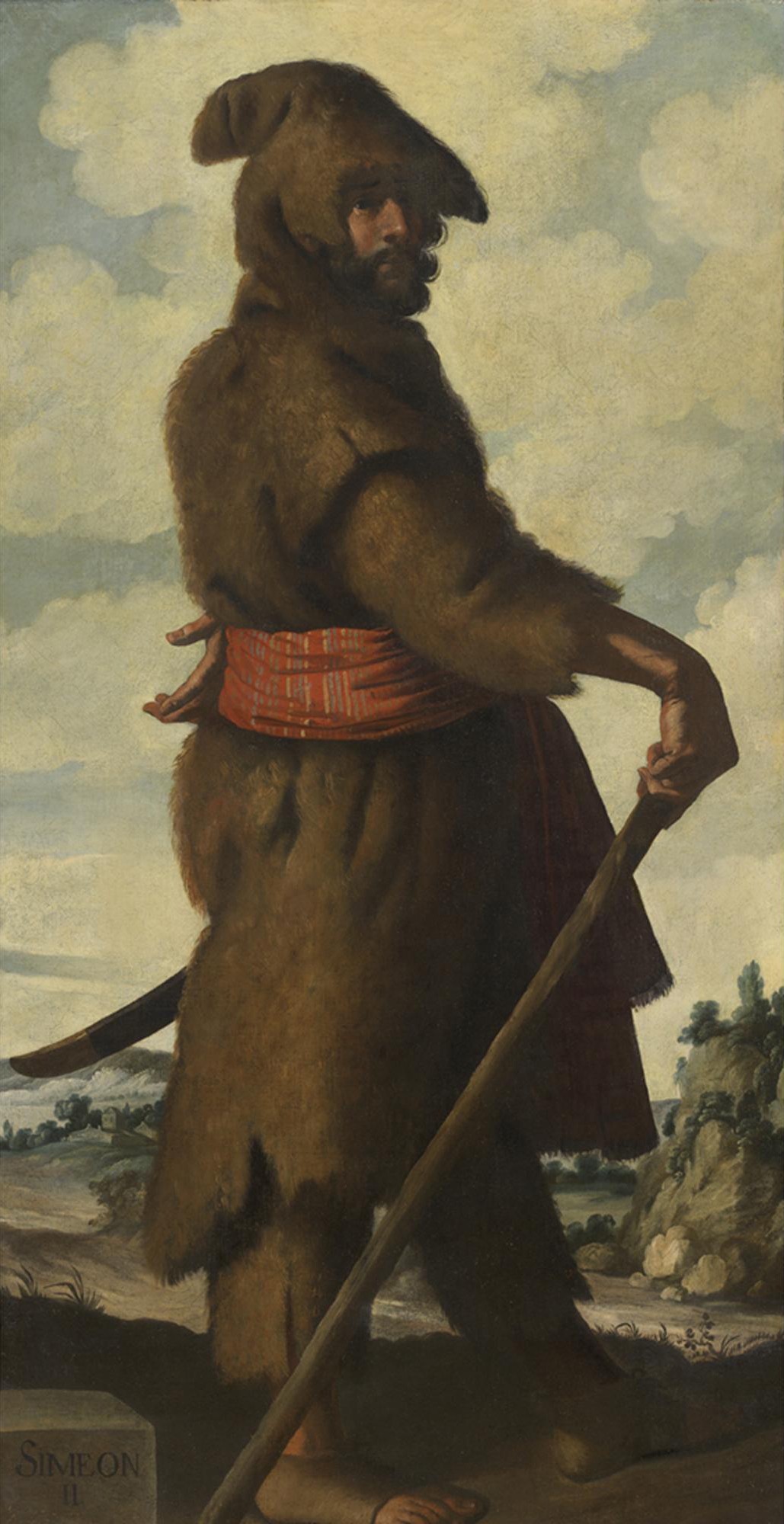
Simeone in un dipinto di Zurbarán

Simeone (ebraico: שִׁמְעוֹן :Šīmʾōn) era il secondo dei sei figli di Giacobbe e Lia, è il secondo figlio di Giacobbe, e il fondatore della tribù israelita di Simeone, secondo il Libro di Genesi. Tuttavia, alcuni studiosi biblici vedono questo come una postdizione, un'omonima metafora che fornisce un'eziologia della connessione della tribù con gli altri nella confederazione israelita. Con Lia come matriarca, gli studiosi biblici considerano che la tribù fosse stata ritenuta dagli autori del testo facente parte dell'originale confederazione israelita. Tuttavia, la tribù è assente dalle parti della Bibbia che gli studiosi di testi considerano le più antiche (ad esempio, l'antico Cantico di Debora). Alcuni studiosi pensano che Simeone non fosse originariamente considerato una tribù distinta.

## Etimologia
Il testo della Torah dice che il nome di Simeone si riferisce alla convinzione di Lia secondo cui Dio aveva sentito che Giacobbe preferiva sua sorella, Rachele,  implicando una derivazione dal termine ebraico shama oni ( שָׁמַע אוֹנִי  šāmaʿ ʾōnī ) che significa "ha sentito della mia sofferenza"; questa è un'etimologia simile a quella data dalla Torah per il nome teoforico Ismaele (" El ha sentito"),  il che implica che i nomi sono affini. Il nome è talvolta interpretato nel senso di "colui che ascolta le parole di Dio", e altre volte si pensa derivi da sham 'avon (שָׁם עָוֺן  šām ʿāvōn), che significa "c'è il peccato", che si sostiene essere un riferimento profetico al meticciato sessuale di Zimri con una donna madianita, un tipo di relazione che le fonti rabbiniche considerano peccaminosa. 
In alternativa, Hitzig, WR Smith, Stade e Kerber hanno paragonato שִׁמְעוֹן Šīmə'ōn all'arabo سِمع simˤ "la progenie della iena e della lupa"; come supporto, Smith indica i nomi tribali arabi Simˤ "una suddivisione dei difensori (i Mediniti)" e Samˤān "una suddivisione di Tamim".

## Simeon in Sichem
Nel racconto della Torah dello stupro di Dina, in cui Dina fu violentata (o in alcune versioni, semplicemente sedotta) da un cananeo di nome Sichem. Simeone e suo fratello Levi si vendicano violentemente degli abitanti della città inducendoli a circoncidere e poi ucciderli quando sono indeboliti. Il racconto drammatizza il tema della tensione tra il matrimonio all'interno di un gruppo (endogamia) e il matrimonio con estranei (esogamia). 
Giacobbe rimprovera Simeone e Levi per questo poiché le loro azioni hanno messo la famiglia in pericolo di uno sciopero di rappresaglia da parte dei vicini. Successivamente, nella sua benedizione finale, condanna i discendenti di Simeone a essere divisi e dispersi . Alcuni studiosi biblici considerano il racconto del ratto di Dina come un mito eziologico, creato dal Jahwista  per giustificare la presenza di un santuario a Sichem; rispetto alla giustificazione Elohista del santuario di Sichem, dove la terra è semplicemente acquistata da Giacobbe e dedicata a El Elohe Israel (che significa El è il Dio di Israele , potente è il Dio di Israele , o Dio, il Dio di Israele). Il racconto del Jahwista è visto come una velata offesa contro il santuario. 
La vendetta di Simeone e la punizione nella benedizione sono visti dagli studiosi della Bibbia come postdizioni eziologiche volte a spiegare perché, al tempo dell'autore della benedizione (900-700 a.C.), la tribù di Simeone stava scomparendo.

## Benedizione del padre Giacobbe
In punto di morte Giacobbe benedisse tutti i suoi figli. A Simeone e a Levi, suo fratello, rivolse queste parole di benedizione:
L'esegesi ebraica spiega che Giacobbe non maledisse i due ma l'ira in modo che al momento in cui essi fossero costretti ad affrontarla ne scorgessero la maledizione e, in quanto cosa non gradita, se ne allontanassero.

## Il figlio di Giacobbe
Simeone (Shime'on, tratto da sh'ma, ascoltare) è il secondo figlio di Giacobbe e di Lia, che, quando lo partorì disse: "Dio ha ascoltato la tua preghiera di concedere un figlio" Gn 29,33.
Simeone vendicò l'oltraggio fatto a sua sorella Dina da Sichem, il figlio del re dei Sichemiti. Assieme a suo fratello Levi passarono tutti i maschi adulti della città a fil di spada. Poi presero i loro greggi come bottino di guerra, le loro ricchezze, le donne e i bambini.
Giacobbe ebbe paura di un'azione punitiva da parte degli alleati, numericamente più potenti. Prese quindi tutti gli idoli che lui e la sua famiglia avevano con loro e li sotterrò presso una quercia in Sichem, forse un rito per scongiurare la rivolta. Infatti nessun popolo che stava attorno a loro li inseguì nella loro fuga.

## La tribù di Simeone

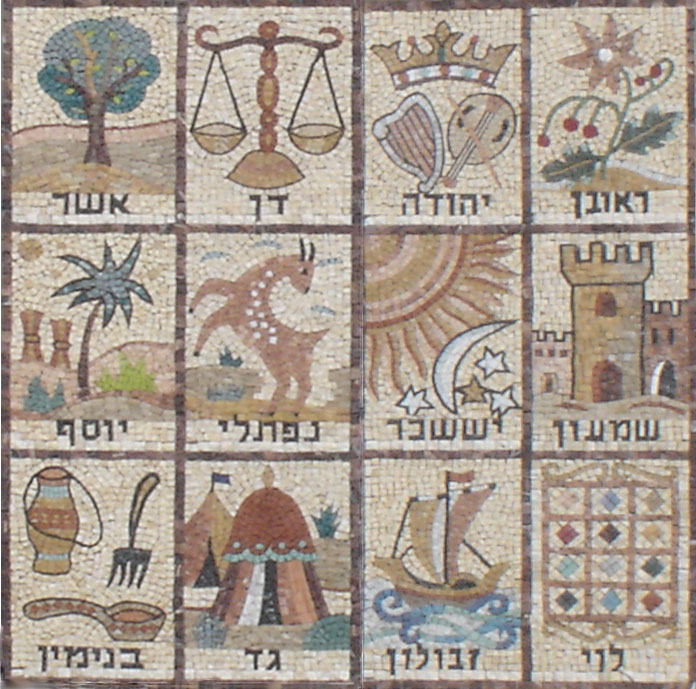
Mosaico dove Simone è simboleggiato dalla porta di Sichen

Quindi preannuncia a Simeone che verrà a perdersi il legame tribale tra le famiglie ed infatti, già all'epoca del profeta Samuele (intorno al X secolo a.C.), la tribù di Simeone è scomparsa e il suo territorio appartiene ormai a quello della tribù di Giuda.
Il primo libro delle Cronache (1 Cronache 4: 29-43) riporta che i figli di Simeone non furono dispersi da Israele.
Il discendente Simei ebbe 16 maschi e 6 femmine, ma non una discendenza numerosa come quella della tribù di Giuda (28). Al tempo di Ezechia, re di Giuda, li votarono allo sterminio, che è durato fino ad oggi (41) e occuparono le terre dei discendenti di Cam (figlio di Noè) da Ghedor fino ad oriente. Altri si spinsero fino al monte Seir e <<si stabilirono là fino ad oggi>>(43).
Il riferimento dello sterminio di Cam e all'occupazione "fino a oggi", intende dire che tanto i nomi dei luoghi quanto chi li popola restano invariati e uguali in ogni epoca.
Ghedor è una città di difficile localizzazione, non nominata altrove nella Bibbia, mentre il monte Seir (ancora oggi con questo nome) si trova a nord di Israele al confine con la Cisgiordania.
In 1 Cronache 5 (4-10) è indicato che i figli di Gioele a oriente si estendevano fra l'inizio del deserto che va dal fiume Eufrate in qua, perché i loro greggi erano numerosi nel paese di Gàlaad e dopo aver vinto gli Agareni, si stabilirono nella parte orientale di Galaad, regione montuosa a est del Giordano.
Per Levi la situazione migliora durante l'Esodo poiché questa dispersione, divisione viene convertita in un privilegio: solo i Leviti infatti potranno diventare sacerdoti officianti il culto di Dio.